# Christine Harnos
Christine Harnos (Toronto, 16 november 1968) is een Canadese/Amerikaanse actrice.
Harnos is het meest bekend van haar rol als Jennifer Greene, de (ex-)vrouw van dr. Mark Greene, in de televisieserie ER waar zij in 28 afleveringen speelde.

## Biografie
Harnos doorliep de high school aan de Harborfields High School in Suffolk County (New York). In 2003 verliet zij de wereld van acteren om in ontwikkelingspsychologie van kinderen af te studeren aan de Mills College in Oakland (Californië), waar zij in 2006 haar diploma haalde. Hierna was zij een van de oprichters (samen met onder andere Terry Notary) van de non-profit organisatie Circus Remedy, deze organisatie zet zich in voor zieke kinderen. Vanaf 2016 is zij de bestuursvoorzitter van deze stichting. 

## Filmografie

### Films
- 2003 Seventh Veil – als ??
- 1998 Remembering Sex – als Josie Ray
- 1997 Pink as the Day She Was Born – als Rhonda
- 1997 The Girl Gets Moe – als Dotty
- 1997 Hollywood Confidential – als Shelly Katz
- 1997 Bloodhounds – als Nikki Cruise
- 1996 Thrill – als Ann Simon
- 1996 Hellraiser: Bloodline – als Rimmer
- 1994 Cool and the Crazy – als Lorraine
- 1993 Judgment Night – als Linda Wyatt
- 1993 Dazed and Confused – als Kaye Faulkner
- 1990 Cold Dog Soup – als Sarah Hughes
- 1990 Denial – als Sid
- 1989 Forbidden Sun – als Steph
- 1988 The Rescue – als Adrian Phillips

### Televisieserie
Uitgezonderd eenmalige gastrollen.
- 1994-2002 ER – als Jennifer Greene / Jennifer Simon – 28 afl.
- 1995 Too Something – als Reni – 2 afl.

- International Standard Name Identifier: 0000 0000 6017 2665
- Library of Congress Control Number: no2011020356
- Virtual International Authority File: 87074121
- WorldCat: E39PBJrgHTKCBVw8CRbHYhVpyd